# Niphargus pliginskii
Niphargus pliginskii is een vlokreeftensoort uit de familie van de Niphargidae. De wetenschappelijke naam van de soort is voor het eerst geldig gepubliceerd in 1930 door Martynov.